# Klaus Neidhardt
Klaus Neidhardt (* 15. Dezember 1952) ist ein deutscher Sozialwissenschaftler und ehemaliger Präsident der Deutschen Hochschule der Polizei.

## Leben
Nach seiner Schulausbildung in Niederbieber und Neuwied, welches er 1971 mit dem Abitur abschloss, studierte Neidhardt in Köln, Düsseldorf und Duisburg die Fächer Soziologie, Erziehungswissenschaft und Philosophie. Das Studium schloss er als Diplom-Sozialwissenschaftler ab.
Nach einigen Jahren Tätigkeit als Lehrer an einer Berufsfachschule für Gymnastik in Düsseldorf, trat Neidhardt 1981 in das Bundeskriminalamt (BKA) ein, wo er die Ausbildung für den höheren Polizeidienst absolvierte und diese als Kriminalrat abschloss.
Nach mehreren Verwendungen innerhalb des BKA in den Bereichen Spionageermittlungen, politisch motivierte Ausländerkriminalität und Personenschutz wechselte Neidhardt im Wege der Abordnung als Leiter des Fachbereichs Kriminalistik/Kriminologie an die Polizei-Führungsakademie (PFA) in Münster-Hiltrup. Gleichzeitig war er auch stellvertretender Fachbereichsleiter Polizeiliches Management. Im Jahre 1999 wurde er zum Präsidenten der Abteilung Polizeilicher Staatsschutz im BKA
ernannt. Seit dem 1. Juli 2002 war Neidhardt der Präsident der Polizei-Führungsakademie. Nach der Gründung der Deutschen Hochschule der Polizei (DHPol), welche aus der PFA hervorging, wurde er im Mai 2006 zum Gründungspräsidenten der DHPol ernannt. Am 30. Juni 2013 endete seine Amtszeit. Als sein Nachfolger wurde am 1. Juli 2014 Hans-Jürgen Lange bestellt.
Klaus Neidhardt ist Mitglied im Berufsverband Deutscher Soziologinnen und Soziologen. Hierbei war er viele Jahre engagiert als Senatsmitglied, bei der Gestaltung der regelmäßig stattfindenden Tagungen für angewandte Soziologie und als Autor in der Zeitschrift für Sozialwissenschaften und Berufspraxis.